# Notylia barkeri
Notylia barkeri är en orkidéart som beskrevs av John Lindley. Notylia barkeri ingår i släktet Notylia och familjen orkidéer. Inga underarter finns listade i Catalogue of Life.